# رالی سوئد ۲۰۲۳
رالی سوئد ۲۰۲۳ (به انگلیسی: 2023 Sweden rally) یک رویداد ورزش‌های موتوری برای خودروهای رالی بود که طی چهار روز از ۹ تا ۱۲ فوریه ۲۰۲۳ برگزار شد. این رویداد هفتادمین دوره مسابقات رالی سوئد بود و دومین دور از مسابقات رالی قهرمانی جهان ۲۰۲۳، مسابقات قهرمانی رالی جهان ۲ و مسابقات قهرمانی رالی جهان ۳ بود. این رویداد همچنین اولین دور ز مسابقات رالی قهرمانی جوانان جهان در سال ۲۰۲۳ نیز بود. این رویداد در اومئو، شهرستان وستربوتن برگزار شد و شامل هجده مرحله ویژه بود که مسافت رقابتی کل ۳۰۲٫۵۲ کیلومتر (۱۸۷٫۹۸ مایل) را پوشش می‌داد.
کاله رووانپرا و یون هالتونن مدافعان برد این رالی بودند. تیم آنها، تویوتا گازو ریسینگ دبلیوآرتی، مدافع برد در رده سازندگان بود. آندریاس میکلسن و تورشتاین اریکسن مدافعان برد در گروه رالی۲ بودند. لوری جونا و میکائیل کورهونن مدافعان برد در گروه رالی۳ بودند.جان آرمسترانگ و برایان هوی نیز از برد سال گذشته خود در رده رالی قهرمانی نوجوانان دفاع می‌کردند.

### فهرست ورودی
| شماره. | راننده           | نقشه‌خوان                | تیم                          | خودرو                   | وضعیت قهرمانی                   | تایر |
| ------ | ---------------- | ----------------------- | ---------------------------- | ----------------------- | ------------------------------- | ---- |
| 4      | اساپکا لاپی      | یان فرم                 | هیوندای شل موبیلز دبلیوآرتی  | هیوندای آی۲۰ ان رالی۱   | Driver, Co-driver, Manufacturer | P    |
| 7      | پیر لوئی لوبت    | نیکلاس گیلسول           | ام‌اسپرت فورد دبلیوآرتی       | فورد پوما رالی۱         | Driver, Co-driver, Manufacturer | P    |
| 8      | اوت تاناک        | مارتین جروئوجا          | ام‌اسپرت فورد دبلیوآرتی       | فورد پوما رالی۱         | Driver, Co-driver, Manufacturer | P    |
| 11     | تیری نوویل       | مارتین ویدایگه          | هیوندای شل موبیلز دبلیوآرتی  | هیوندای آی۲۰ ان رالی۱   | Driver, Co-driver, Manufacturer | P    |
| 18     | تاکاموتو کاتسوتا | آرون جانستن             | تویوتا گازو ریسینگ دبلیوآرتی | تویوتا جی‌ار یاریس رالی۱ | Driver, Co-driver, Manufacturer | P    |
| 33     | الفین ایوانز     | اسکات مارتین            | تویوتا گازو ریسینگ دبلیوآرتی | تویوتا جی‌ار یاریس رالی۱ | Driver, Co-driver, Manufacturer | P    |
| 37     | لورنتسو برتلی    | سیمون اسکاتولین         | تویوتا گازو ریسینگ دبلیوآرتی | تویوتا جی‌ار یاریس رالی۱ | Driver, Co-driver               | P    |
| 42     | کریگ برین        | جیمز فولتون (کمک‌راننده) | هیوندای شل موبیلز دبلیوآرتی  | هیوندای آی۲۰ ان رالی۱   | Driver, Co-driver, Manufacturer | P    |
| 69     | کاله رووانپرا    | یون هالتونن             | تویوتا گازو ریسینگ دبلیوآرتی | تویوتا جی‌ار یاریس رالی۱ | Driver, Co-driver, Manufacturer | P    |